# NGC 5865
NGC 5865 este o galaxie lenticulară situată în constelația Fecioara. A fost descoperită în 11 aprilie 1787 de către William Herschel.